# Benedek Imre (grafikus)

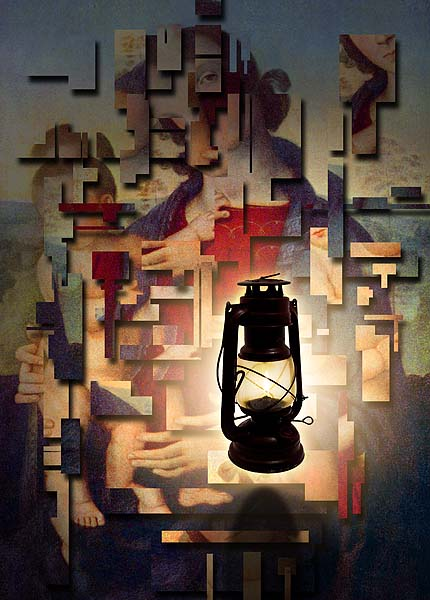
Renaissance No1.

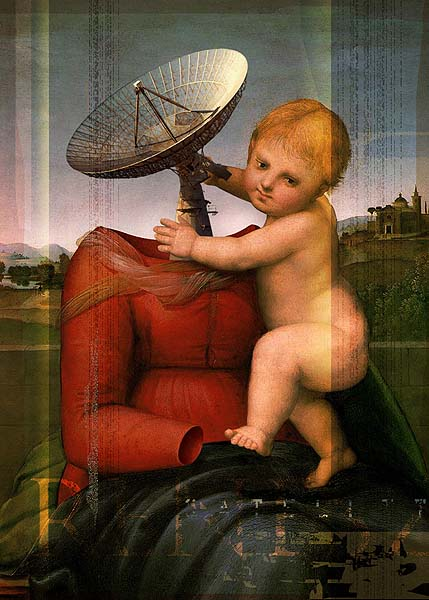
Renaissance No2.

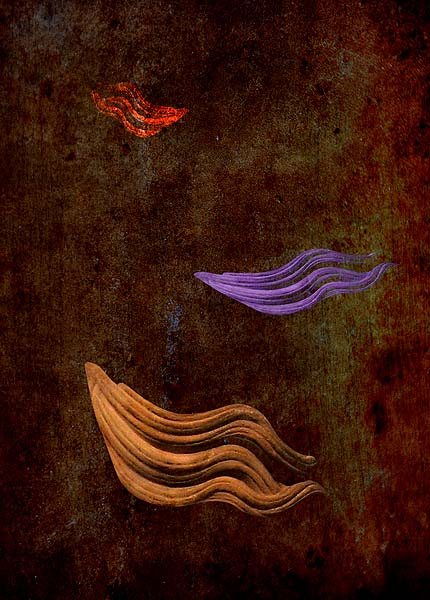
Renaissance No3.

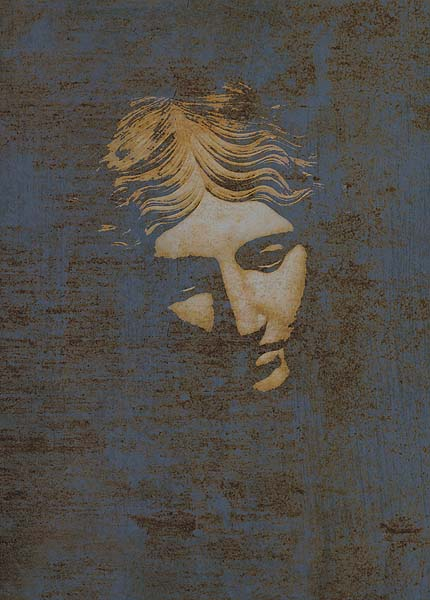
Renaissance No4.

Benedek Imre (Budapest, 1972. február 22. –) alkalmazott grafikus, bélyegtervező.

## Családja, tanulmányai
Édesapja ifjabb Benedek Jenő festőművész, édesanyja Jánosi Katalin iparművész, nagyapja idősebb Benedek Jenő Kossuth- és Munkácsy díjas festőművész. Anyai ágon Nagy Imre politikus dédunokája. Tanulmánait a Képző- és Iparművészeti Szakközépiskolában kezdte, majd a Magyar Képzőművészeti Egyetemen vörös diplomával végzett reklámgrafika szakon 1995-ben. Egyetemi tanárai Oláh György, Felsmann Tamás és Auth Attila voltak.

## Pályafutása
Az arculattervezéstől a kiadványszerkesztésen, bélyegtervezésen át a weboldalak tervezéséig terjed működése, így a nyomtatott médiától a bélyeggyűjtők albumain át az internetig több helyen lehet találkozni munkáival.
A bélyegtervezéssel a '90-es évek végén került kapcsolatba és azóta is rendszeresen kap meghívást a Magyar Posta bélyegtervező pályázataira, melyeken sikerrel vesz részt – ezt nemzetközi díjai is igazolják. Pályája kezdetén, 2000-ben megjelent bélyegeivel (Magyar Millennium, Ausztrália állatvilága, Karácsony kétezer) elnyerte a Magyar Posta Művészeti díját.
A 2008. évi II. Nemzetközi Spanyolnátha Küldeményművészeti Biennálén Reneszánsz című sorozatával szerepelt, a 2010-es III. Biennálé témája a Rekonstrukció volt; ezen az eseményen két munkával vett részt.
2009-ben Magyarország, Németország és Ausztria közösen emlékezett meg az 1989. évi határnyitásról, s ezt az érintett államok postáinak egyidejű és azonos bélyegkibocsátásával örökítették meg. Ez a tény egyedülálló a filatélia történetében. A meghirdetett nemzetközi bélyegpályázat győztese Benedek Imre lett. A jubileumi filatéliai alkotás mindhárom országban azonos grafikával, de eltérő címlettel került forgalomba. „A bélyegképen kék háttérben a három nemzet lobogójának szalagjaiból rajzolódik ki a 20-as szám.”
Mint írták: „[…] különleges az alkalom, amikor három ország egyszerre bocsát ki bélyeget azonos témában és Benedek Imre az első magyar tervező, akinek rajzát a közös bélyegkibocsátások történetében minden változtatás nélkül vették át a partnerek.”
Kedvelt hobbija a fotózás. Képeinek témája változatos, elsősorban az érdekes fényhatások, az átlagostól eltérő nézőpontok, absztrakt felületek, kompozíciók foglalkoztatják. Kedveli a csendes, néptelen vidéket, a melankolius hangulatokat, de újabb fotóin megjelenik az ember és annak kapcsolata elsősorban urbánus környezetével.

## Alkotásai
| Év   | Az alkotás jellege | Cím                                                     | Hivatkozás |
| ---- | ------------------ | ------------------------------------------------------- | ---------- |
| 1994 | embléma            | Corg                                                    |            |
| 1995 | embléma            | Megavox                                                 |            |
| 1995 | embléma            | Menturio                                                |            |
| 1995 | embléma            | Török Audio                                             |            |
| 1998 | bélyeg             | Október 23.                                             |            |
| 1998 | bélyeg             | Augusztus 20.                                           |            |
| 1999 | embléma            | Focus Fox                                               |            |
| 2000 | embléma            | Post Edison                                             |            |
| 2000 | bélyeg             | Karácsony                                               |            |
| 2000 | bélyeg             | Ezredforduló                                            |            |
| 2001 | embléma            | Tivoli                                                  |            |
| 2001 | bélyeg             | Magyar szent korona                                     |            |
| 2001 | bélyeg             | Húsvét                                                  |            |
| 2005 | bélyeg             | 150 éve született Badár Balázs                          |            |
| 2005 | bélyeg             | Postaautó, 1905                                         |            |
| 2005 | bélyeg             | Verne emlékév                                           |            |
| 2006 | bélyeg             | Üdvözlettel bélyegem I. Rózsák                          |            |
| 2006 | bélyeg             | UEFA Kongresszus, Budapest                              |            |
| 2007 | bélyeg             | Kunszentmárton várossá nyilvánításának 200. évfordulója |            |
| 2007 | bélyeg             | Első bélyegem                                           |            |
| 2007 | bélyeg             | Pál utcai fiúk                                          |            |
| 2007 | bélyeg             | Üzenet bélyegem III. Kopogtatók                         |            |
| 2008 | bélyeg             | A Bécsi Nemzetközi Bélyegkiállítás (WIPA)               |            |
| 2009 | bélyeg             | A magyar-osztrák határnyitás 20. évfordulója            |            |
| 2009 | bélyeg             | Karácsony                                               |            |
| 2010 | bélyeg             | Budapesti úszó- és vízilabda Európa-bajnokság           |            |

### Egyéb munkái
- A Nagy Imre Emlékház honlapja
- A Természetgyógyász Magazin grafikai terve és tördelése, kollégájával Baticz Barnabással[5]
- A Magyar Posta nemrég sajátos módon hasznosította régi, raktáron heverő bélyegeit. A kis bélyegek ezreiből gyerekek ragasztottak egy óriási bélyeget, mely Benedek Imre terve alapján pávát ábrázol. A grafikus elsősorban a színvilágot határozta meg, a szétdarabolt tervrajz egyes részeit pedig különböző iskolák kapták meg, ők ragasztották tele a postától kapott bélyegkollekcióval. A más-más helyen készült részek összeillesztése nyomán alakult ki az óriásbélyeg, mely valódi forgalmi bélyegként is bekerült a Magyar Posta kínálatába.[6]

## Számítógépes grafikái

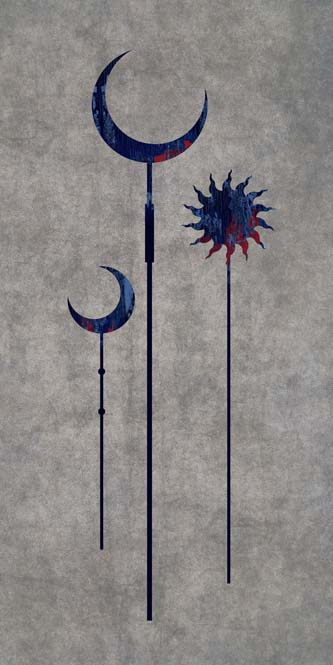
Párhuzamos világok
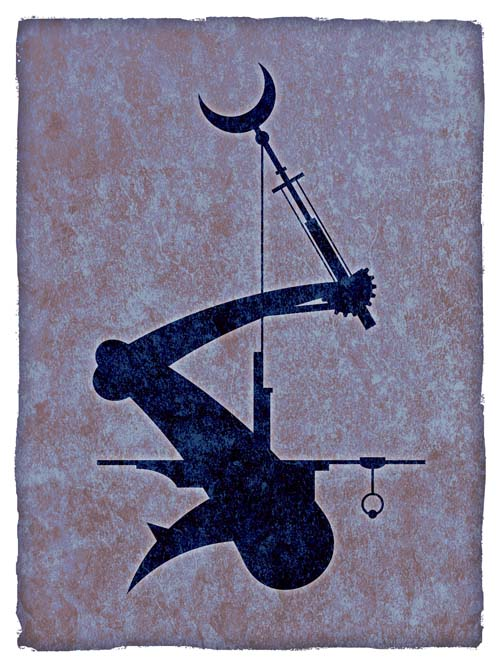
Holdvilág
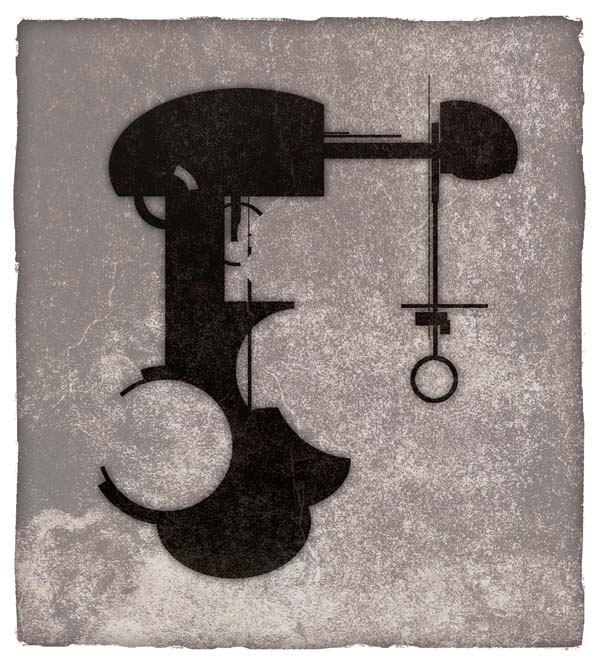
Gépvilág
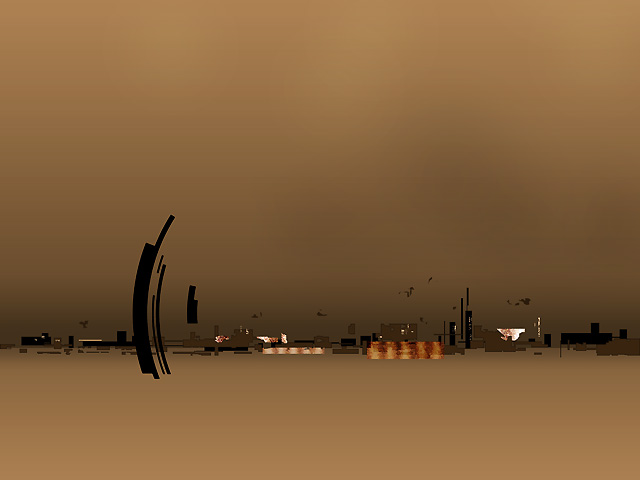
Peremvidék

## Díjai
2001 – A Magyar Posta művészeti díja (Földrészek állatai – Ausztrália, Ezredforduló, Karácsony)
2002 – Az év legszebb bélyege vándordíj: Magyar Szent Korona alkalmi bélyegblokk
2011 – EUROPA bélyegszépségverseny II. helyezés (Erdők kisív)
2011 – Magyar Termék Nagydíj (Magyarország új alaptörvénye kristályos alkalmi bélyegblokk)
2012 – Az év legszebb bélyege vándordíj: Magyarország új alaptörvénye alkalmi bélyegblokk
2014 – Magyar Termék Nagydíj (Seuso kincsek hazahozatala alkalmi bélyegblokk)
2015 – Az év legszebb bélyege vándordíj: Seuso kincsek hazahozatala alkalmi bélyegblokk
2015 – Best Print Hungary 2015. ezüst fokozat, különleges kivitelű kiadvány (Seuso kincsek hazahozatala alkalmi bélyegblokk)
2015 – WIPA Nagydíj II. helyezés (Seuso kincsek hazahozatala alkalmi bélyegblokk)
2016 – Kínai bélyegszépségverseny III. helyezés (Kínai horoszkóp: A Kecske éve)
2017 – NEXOFIL II. helyezés „a világ legjobb luxusbélyege” (5 éves Magyarország Alaptörvénye felülnyomott, speciális alkalmi bélyegblokk)
2018 – Best Print Hungary 2018. I. helyezés (Magyar Szentek és Boldogok V. alkalmi bélyegblokk)
2019 – WIPA Grand Prix II. helyezés (Magyar Szentek és Boldogok VI. alkalmi bélyegblokk)
2020 – Az év legszebb bélyege vándordíj: Seuso-kincs II.
2020 – NEXOFIL I. helyezés „a világ legjobb luxusbélyege” (Seuso-kincs II. alkalmi bélyegblokk)
2020 – NEXOFIL III. helyezés „a világ legjobb vegyes nyomtatással készült bélyege” (Seuso-kincs II. alkalmi bélyegblokk)
2021 – Az év legszebb bélyege vándordíj: A magyar-szingapúri diplomáciai kapcsolatok felvételének 50. évfordulója alkalmi bélyegblokk
2022 – Az év legszebb bélyege vándordíj: Hunfilex 2022 Budapest alkalmi bélyegsor

## Fotógaléria

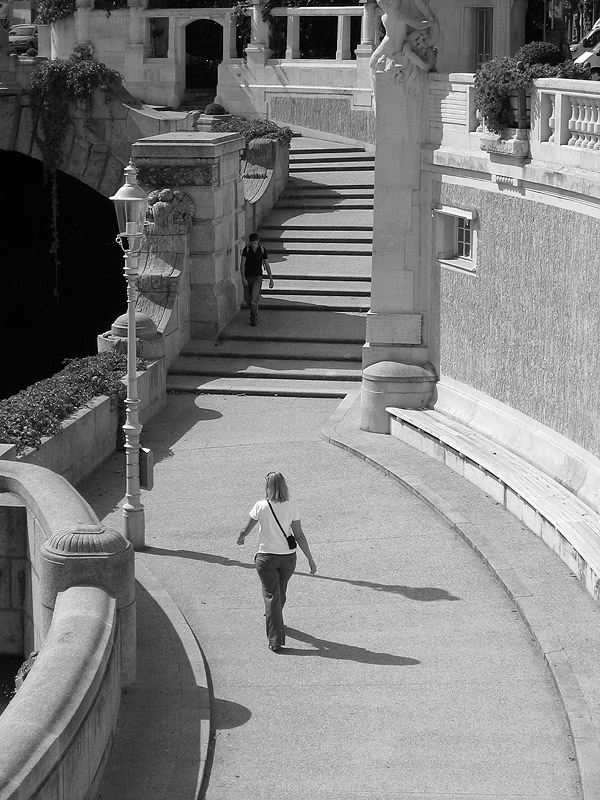
Bécsi hangulat
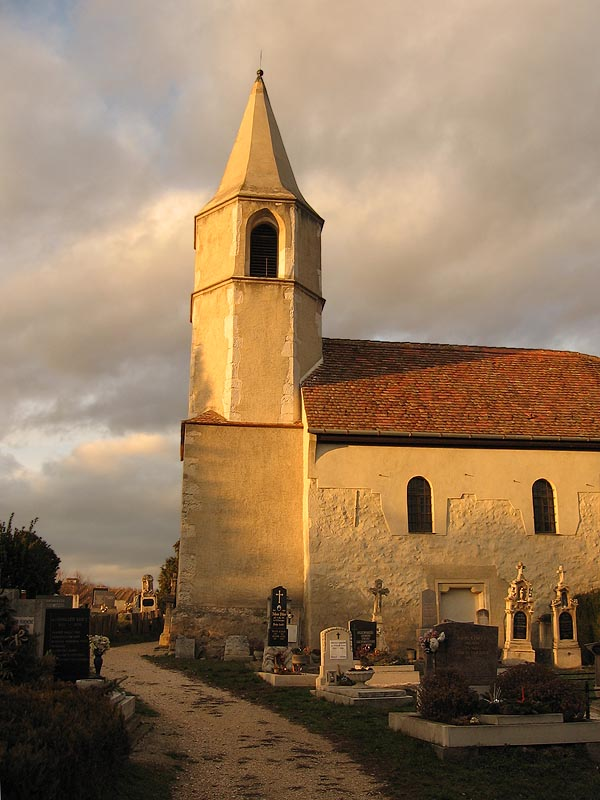
Balf
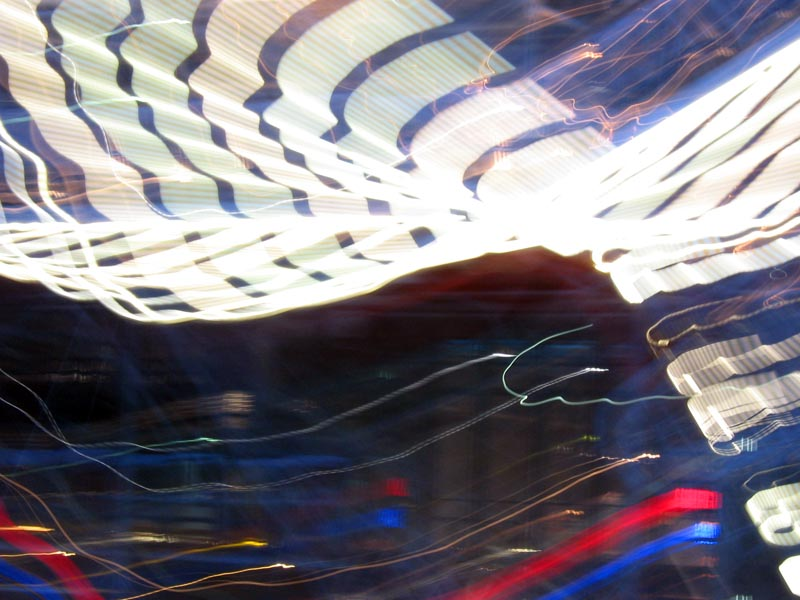
Pompidou - Fényjáték
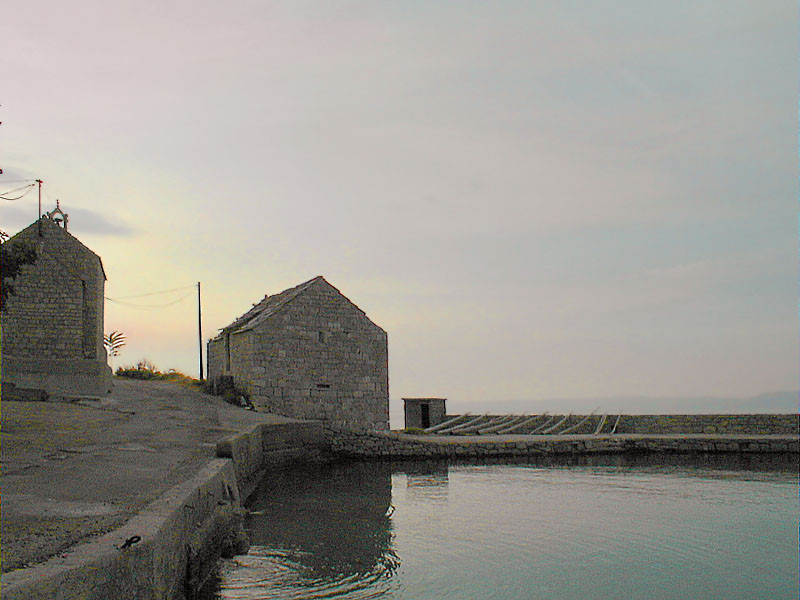
Horvátország 1.
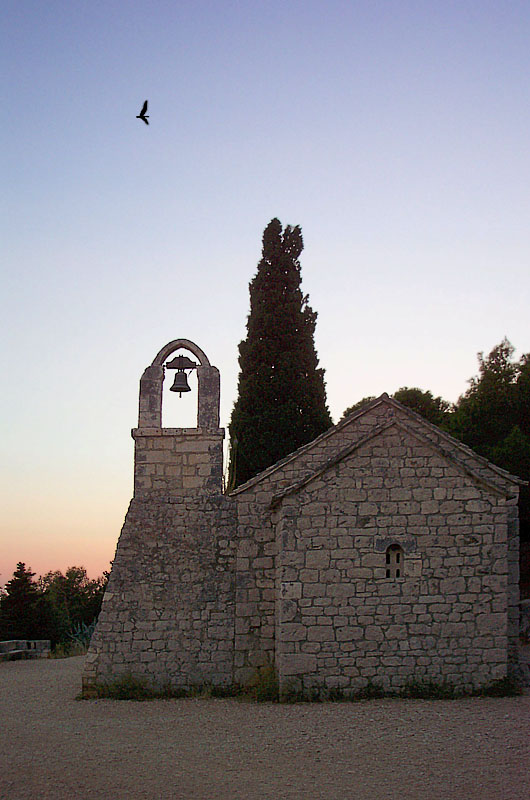
Horvátország 2.
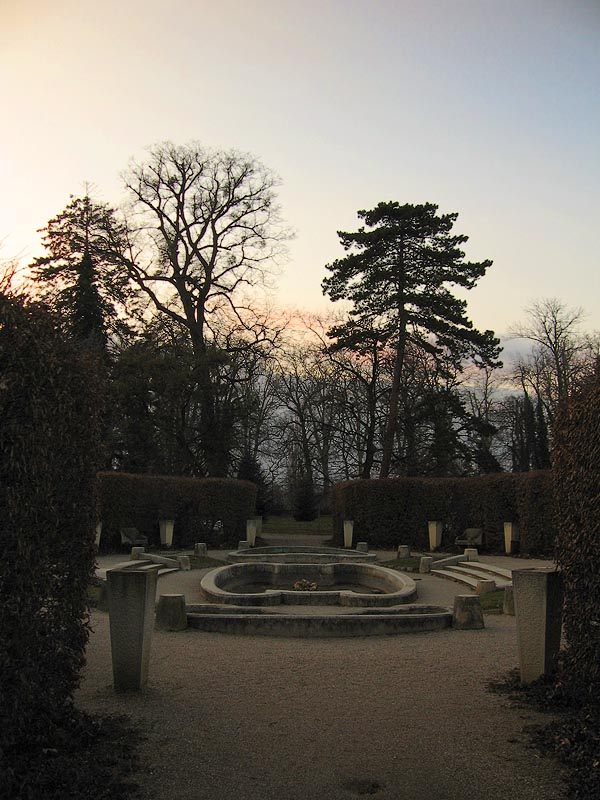
Nagycenki este
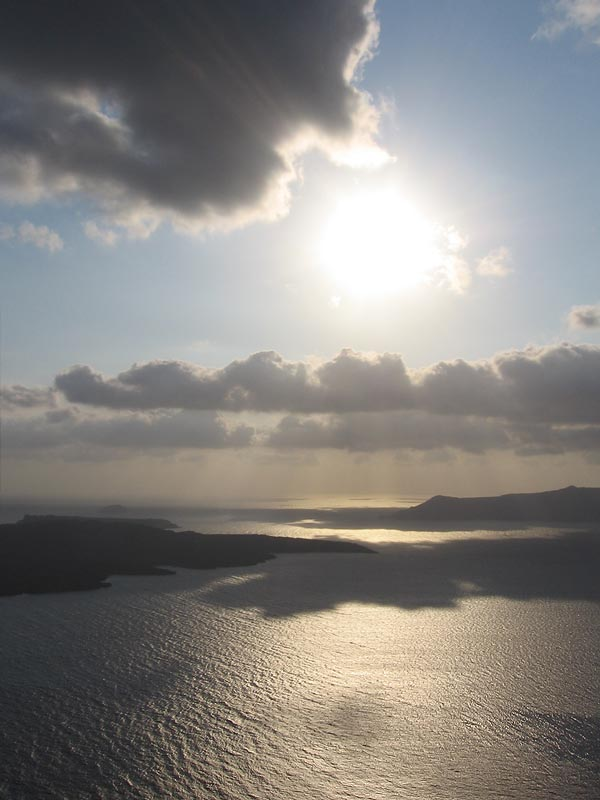
Santorini